# Anna Elendt
Anna Charlott Darcel Elendt, née le 4 septembre 2001 à Dreieich, est une nageuse allemande spécialiste de la brasse. En 2022, elle remporte une médaille d'argent mondiale sur le 100 m brasse.

## Biographie
Elle fait ses études à l'Université du Texas à Austin.
Lors des Championnats d'Europe juniors 2018, elle remporte l'argent sur le 50 m brasse et le bronze sur le 100 m brasse ainsi qu'avec le relais 4 × 100 m 4 nages. L'année suivante, elle fait ses débuts dans les compétitions élite avec les Mondiaux de Gwangju. Là, elle termine 7e du 50 m brasse, 24e du 100 m brasse et 9e du relais 4 × 100 m 4 nages.
En 2022, elle remporte sa première médaille mondiale avec l'argent sur le 100 m brasse aux Mondiaux à Budapest.

## Palmarès

### Championnats du monde en grand bassin
- Championnats du monde 2022 à Budapest :
  -  médaille d'argent du 100 m brasse
- Championnats du monde 2025 à Singapour :
  -  médaille d'or du 100 m brasse

### Championnats du monde en petit bassin
- Championnats du monde en petit bassin 2022 à Melbourne :
  -  médaille de bronze du 100 m brasse